# Colonsay
Colonsay (gael. Colbhasa) – wyspa w archipelagu Hebrydy Wewnętrzne, położona na zachodnim wybrzeżu Wielkiej Brytanii, należąca do Szkocji, w jednostce administracyjnej Argyll and Bute. Główna miejscowość Scalasaig.

## Opis

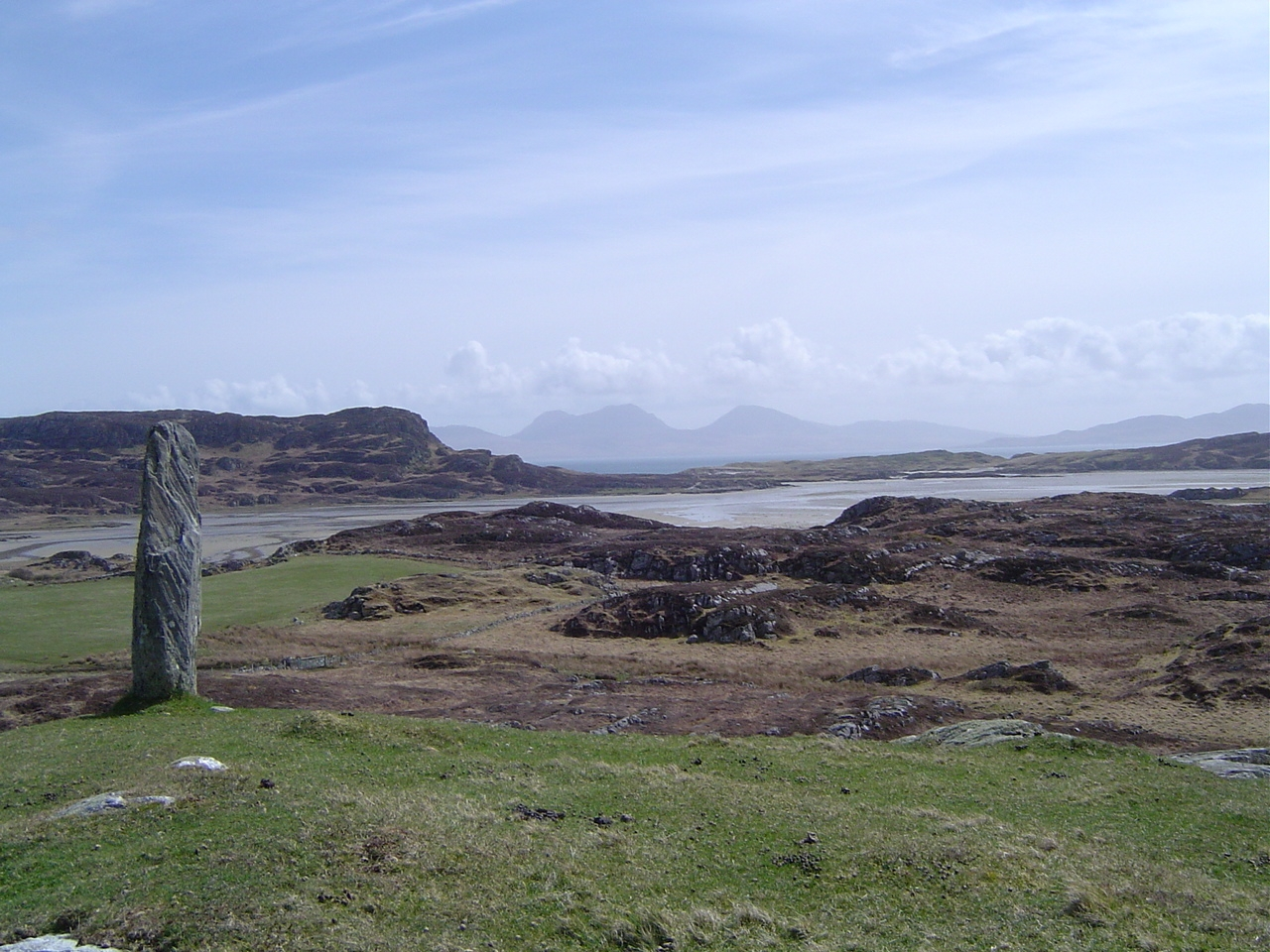
Widok z wyspy Colonsay

Colonsay to wyspa Wewnętrznych Hebryd na zachód od Jury i na południe od Mull. Wznosi się na maksymalną wysokość 143 m (469 stóp), ma długość 8 mil (13 km) i szerokość od 1 do 3 mil (2 i 5 km) oraz powierzchnię 4617 ha (11 409 akrów). Na południowym krańcu Colonsay jest połączone z wyspą Oronsay szerokim pasem piasku znanym jako The Strand, który można przejść pieszo podczas odpływu. Żyzne gleby wyspy porasta bujna roślinność, drzewa i krzewy. Odizolowana wyspa o niskim zaludnieniu jest miejscem hodowli i ochrony rodzimych czarnych pszczół w Szkocji. 

## Populacja
W 1881 roku populacja wynosiła 387 i później spadała: 164 (1961), 137 (1971), 133 (1981), 98 (1991). Niewielki wzrost nastąpił w 2001 do 108 mieszkańców. Organizacja Lords of the Isles wybudowała pięć nowych domów na wyspie w 2010 r., aby przyciągnąć młode rodziny, zwiększając liczbę ludności do 134 w 2011 r.